# Ron Howard
Ronald William Howard (Duncan (Oklahoma), 1 maart 1954) is een Amerikaans filmregisseur, producer en acteur. Hij won een Oscar voor beste regisseur en beste film voor de film A Beautiful Mind.

## Biografie

### Kinderjaren
Howard werd geboren in het stadje Duncan in de staat Oklahoma. Zijn ouders Jean en Rance waren allebei acteur. Zijn vader was daarnaast regisseur en scenarist. Rance, die oorspronkelijk Beckenholdt heette, had de naam Howard aangenomen als artiestennaam. Om dichter bij hun werk te wonen, betrokken Rance en Jean een huis in Hollywood in de buurt van de Desilu-studio's van Lucille Ball. Hun oudste zoon Ron ging naar de school in de Desilu-studio's en kwam al jong in aanraking met de film- en televisiewereld. Op vijfjarige leeftijd had hij al een rolletje in de film The Journey (1959). Ook speelde hij rolletjes in televisieseries als The Dupont Show, The Twilight Zone, Dennis the Menace en The Many Loves of Dobie Gillies. In 1959 kreeg hij zijn eerste grote rol; hij werd gecast als Opie Taylor in The Andy Griffith Show en draaide alle acht seizoenen mee. De familie Howard was inmiddels verhuisd van Hollywood naar Burbank, maar Ron bleef acteren in Hollywood. Acteur Andy Griffith werd een soort plaatsvervangende vader van hem. Behalve in televisieproducties speelde Howard ook mee in films, zoals The Music Man en The Courtship of Eddie's Father (1963).

### Tienerjaren
Het spelen in films en televisieseries verhinderde niet dat Howard ook naar school moest. Hij werd ingeschreven bij de John Burroughs High School en na zijn diploma-uitreiking ging hij studeren aan de University of Southern California's School of Cinematic Arts (een studie die hij niet zou afmaken). Hij bleef echter acteren, al was hij niet langer het kindsterretje. Howards jeugdige uiterlijk maakte het echter mogelijk dat hij nog lange tijd voor kind kon doorgaan, zoals in de aflevering Little Boy Lost van de televisieserie I Spy.
In de jaren zeventig schoof hij door naar tienerrollen, zoals een jeugdige marinier in een aflevering van de televisieserie M*A*S*H of als een piepjonge tennisspeler in The Bold Ones. Regisseur George Lucas selecteerde de inmiddels negentienjarige Howard voor het personage Steve Bollander in American Graffiti (1973).
Het jaar daarop kreeg Howard de hoofdrol in een van de bestlopende televisieseries van de jaren zeventig: Happy Days. Howard speelde Richie Cunningham, de brave tiener die belangrijke levenslessen krijgt van de nozem Fonzie. In 1975 huwde Ron Howard zijn vriendinnetje van de highschool, Cheryl Alley.
Naast Happy Days speelde Howard in 1976 naast John Wayne in de western The Shootist. De acteerdagen van Howard waren echter geteld. In 1977 had hij de regie gedaan voor Grand Theft Auto, nadat Roger Corman hem gevraagd had om mee te doen aan een merkwaardige ruil: Howard zou de film mogen regisseren als hij in ruil daarvoor zou optreden in de film Eat My Dust!.

### Regisseur
Na Grand Theft Auto regisseerde Howard diverse televisiefilms. Hij raakte zo geboeid door het regisseren dat hij in 1980 uit Happy Days stapte. Afgezien van enige gastoptredens zou hij na die tijd niet meer acteren. Niettemin kreeg hij voor zijn televisiewerk in 1981 een ster op de Hollywood Walk of Fame.
Zijn eerste succes als filmregisseur had hij met Night Shift met Henry Winkler (Fonzie uit Happy Days) en Shelley Long. Het duurde niet lang voordat hij gevraagd werd voor de regie van Splash, een komedie rond een zeemeermin. Het werd een kassucces en Howard werd al snel beschouwd als een regisseur die de kassa doet rinkelen, toen hij ook een succes maakte van Cocoon, waarin de bewoners van een bejaardentehuis een verjongingskuur ondergaan onder invloed van buitenaardse wezens. Ook de fantasyfilm Willow werd geprezen vanwege de regiekwaliteiten van Howard.
Met Apollo 13 verlegde Howard zijn grenzen naar het drama en de thriller. Deze film over de noodlottige vlucht van de gelijknamige ruimtecapsule liet zien dat Howard ook andere films kon maken dan komedies en sprookjes. Met A Beautiful Mind, over een wiskundige met paranoïde neigingen, bevestigde Howard zijn rol als veelzijdig regisseur. Hij kreeg er een Oscar voor. Met The Da Vinci Code en Angels & Demons keerde hij terug naar de thriller, terwijl een film als Frost/Nixon weer het niveau van A Beautiful Mind liet zien. In de zomer van 2017 nam Howard de regisseurstaken over van Phil Lord en Christopher Miller voor de film Solo: A Star Wars Story nadat deze 'creatieve verschillen' gehad zouden hebben met Lucasarts. Deze film, waarin Alden Ehrenreich gestalte gaf aan de jonge Han Solo, verscheen 25 mei 2018 in de bioscopen.
In 2015 kreeg Howard voor zijn filmwerk een tweede ster op de Hollywood Walk of Fame.

### Andere activiteiten
Sinds 1986 produceerde Howard met zijn productiemaatschappij Imagine Entertainment verschillende televisieseries en films, waaronder 24, 8 Mile en Friday Night Lights.
Howard was in 2003 de uitvoerend producent en de verteller van de serie Arrested Development, een serie die ondanks positieve reacties in 2006 werd stopgezet vanwege tegenvallende kijkcijfers. In 2013 keerde de serie echter terug met een nieuw seizoen dat werd uitgezonden op Netflix.

### Privé
Ron is getrouwd met Cheryl en is de vader van actrice Bryce Dallas Howard, die onder andere acteerde in The Village.

## Trivia
- Na zijn vertrek uit Happy Days droeg Ron Howard tot het einde van de jaren 80 een snor om los te komen van Richie Cunningham. Tijdens een gastoptreden in 1982 in het programma Saturday Night Live haalde de toen nog onbekende Eddie Murphy een scheerapparaat tevoorschijn, maar Howard weigerde daaraan toe te geven. Dit weerhield hem er echter niet van om eenmalige comebacks te maken als Richie Cunningham en Opie Taylor – beide met snor.
- Volgens zijn dochter Bryce Dallas Howard noemde Ron Howard zijn 4 kinderen naar de plaatsen waar ze zijn verwekt. Zo werd Bryce Dallas Howard genoemd naar Dallas, Texas. Paige Carlyle Howard en Jocelyn Carlyle Howard zouden verwekt geweest zijn in het Carlyle Hotel in New York. Reed Cross Howard werd genoemd naar een weg.

## Filmografie

### Regisseur
- Grand Theft Auto (1977)
- Cotton Candy (1978) (televisiefilm)
- Skyward (1980) (televisiefilm)
- Through the Magic Pyramid (1981) (televisiefilm)
- Night Shift (1982)
- Little Shots (1983) (televisiefilm)
- Splash (1984)
- Cocoon (1985)
- Gung Ho (1986)
- Take Five (1987) (televisiefilm)
- Willow (1988)
- Parenthood (1989)
- Backdraft (1991)
- Far and Away (1992)
- The Paper (1994)
- Apollo 13 (1995)
- Ransom (1996)
- Sports Night (1998)
- EDtv (1999)
- How the Grinch Stole Christmas! (2000)
- A Beautiful Mind (2001)
- The Missing (2003)
- Cinderella Man (2005)
- The Da Vinci Code (2006)
- Frost/Nixon (2008)
- Angels & Demons (2009)
- The Dilemma (2011)
- Rush (2013)
- In the Heart of the Sea (2015)
- The Beatles: Eight Days a Week (2016)
- Inferno (2016)
- Mars (2016-2018)
- Solo: A Star Wars Story (2018)
- Hillbilly Elegy (2020)
- Thirteen Lives (2022)
- Jim Henson Idea Man (2024, documentaire)
- Eden (2024)[1]

### Acteur
- Frontier Woman (1956)
- The Journey (1959)
- Johnny Ringo (1959) (televisieserie)
- Five Fingers (1959) (televisieserie)
- The Twilight Zone (1959) (televisieserie)
- The Dupont Show (1959) (televisieserie)
- Dennis the Menace (1959-1960) (televisieserie)
- The Many Loves of Dobie Gillies (1959-1961) (televisieserie)
- General Electric Theater (1959-1961) (televisieserie)
- Make Room for Daddy (1960) (televisieserie)
- Cheyenne (1960) (televisieserie)
- Pete and Gladys (1960) (televisieserie)
- The Andy Griffith Show (1960-1968) (televisieserie)
- Five Minutes To Live (1961)
- Route 66 (1962) (televisieserie)
- The Music Man (1962)
- The New Breed (1962) (televisieserie)
- The Eleventh Hour (1963) (televisieserie)
- The Courtship of Eddie's Father (1963)
- The Great Adventure (1964) (televisieserie)
- Dr. Kildare (1964) (televisieserie)
- The Fugitive (1964) (televisieserie)
- Village of the Giants (1965)
- The Big Valley (1965) (televisieserie)
- Gomer Pyle, U.S.M.C. (1966+1968) (televisieserie)
- I Spy (1966) (televisieserie)
- The Monroes (1967) (televisieserie)
- Gentle Ben (1967) (televisieserie)
- Mayberry R.F.D. (1968) (televisieserie)
- The F.B.I. (1968) (televisieserie)
- Lancer (1968-1969) (televisieserie)
- Judd for the Defense (1969) (televisieserie)
- Daniel Boone (1969) (televisieserie)
- Gunsmoke (1969) (televisieserie)
- Land of the Giants (1969) (televisieserie)
- The Wild Country (1970)
- Smoke (1970) (televisiefilm)
- The Headmaster (1970) (televisieserie)
- Lassie (1970) (televisieserie)
- The Smith Family (1971-1972) (televisieserie)
- Love, American Style (1972) (televisieserie)
- The Bold Ones: The New Doctors (1972) (televisieserie)
- Bonanza (1972) (televisieserie)
- American Graffiti (1973)
- M*A*S*H (1973) (televisieserie)
- Happy Mother's Day, Love George (1973)
- The Waltons (1974) (televisieserie)
- Locusts (1974) (televisiefilm)
- The Spikes Gang (1974)
- The Migrants (1974) (televisiefilm)
- Happy Days (1974-1984) (televisieserie)
- Huckleberry Finn (1975)
- The First Nudie Musical (1976)
- Eat My Dust (1976)
- The Shootist (1976)
- Laverne & Shirley (1976) (televisieserie)
- I'm a Fool (1976) (televisiefilm)
- Grand Theft Auto (1977)
- More American Graffiti (1979)
- Act of Love (1980) (televisiefilm)
- The Fonz and the Happy Days Gang (1980-1981) (televisieserie)
- Bitter Harvest (1981)
- Fire on the Mountain (1981) (televisiefilm)
- Night Shift (1982)
- When Your Lover Leaves (1983) (televisiefilm)
- Return to Mayberry (1986) (televisiefilm)
- Weezer - Buddy Holly (1994) (videoclip, archiefbeeld uit Happy Days)
- Only Murders in the Building (2024) (televisieserie)

### Producent
- Clean and Sober (1988)
- The Chamber (1996)
- Inventing the Abbotts (1997)
- From the Earth to the Moon (1998) als executive producer
- Arrested Development (2003) als executive producer
- The Alamo (2004)
- Curious George (2006)
- Frost/Nixon (2008)
- Restless (2011)
- Cowboys & Aliens (2011)
- The Good Lie (2014)
- The Dark Tower (2017)
- American Made (2017)
- Willow (2022-2023)